# Iris xiphium
Iris xiphium är en irisväxtart som beskrevs av Carl von Linné. Iris xiphium ingår i släktet irisar, och familjen irisväxter. Inga underarter finns listade i Catalogue of Life.

## Bildgalleri

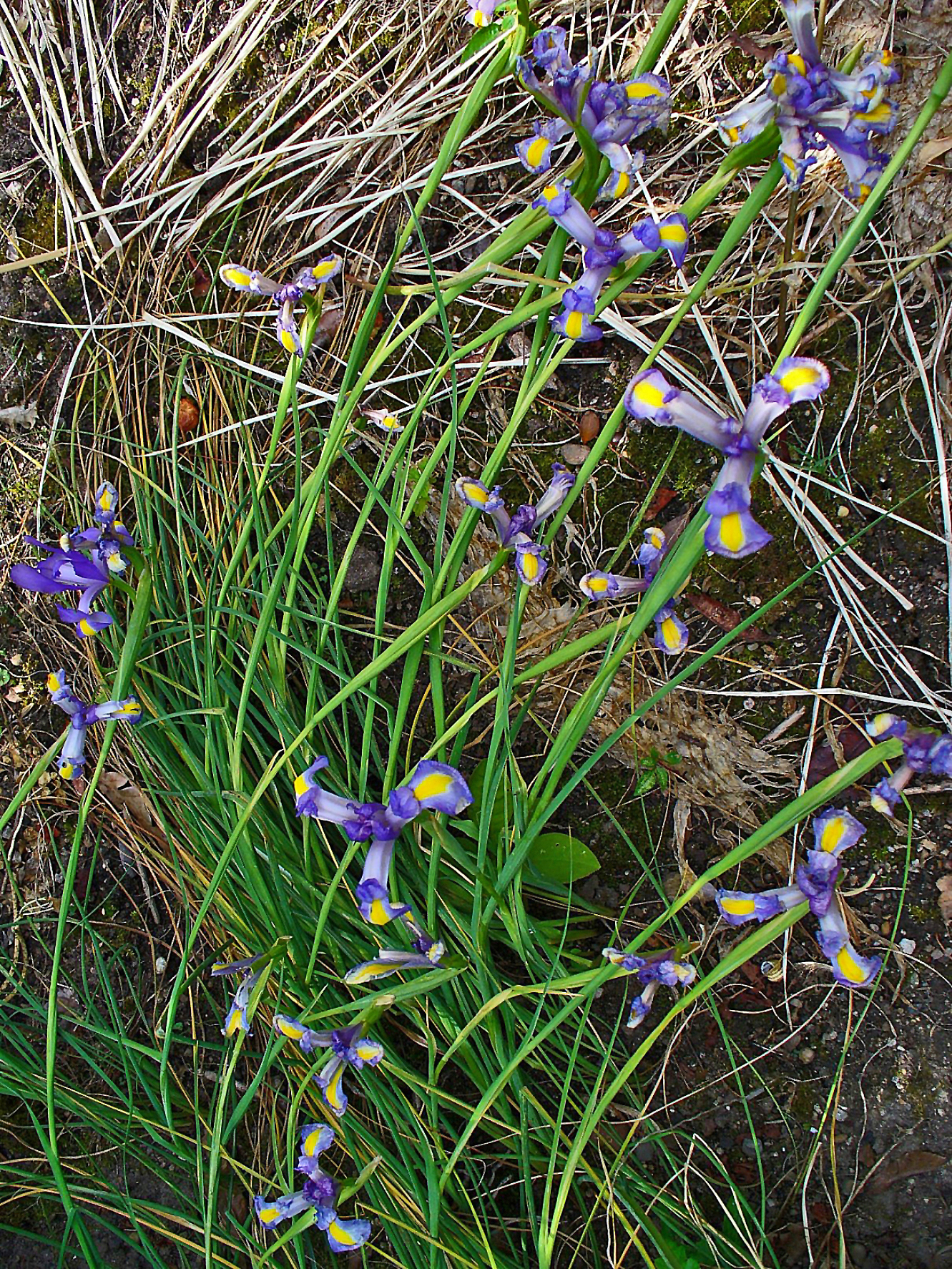
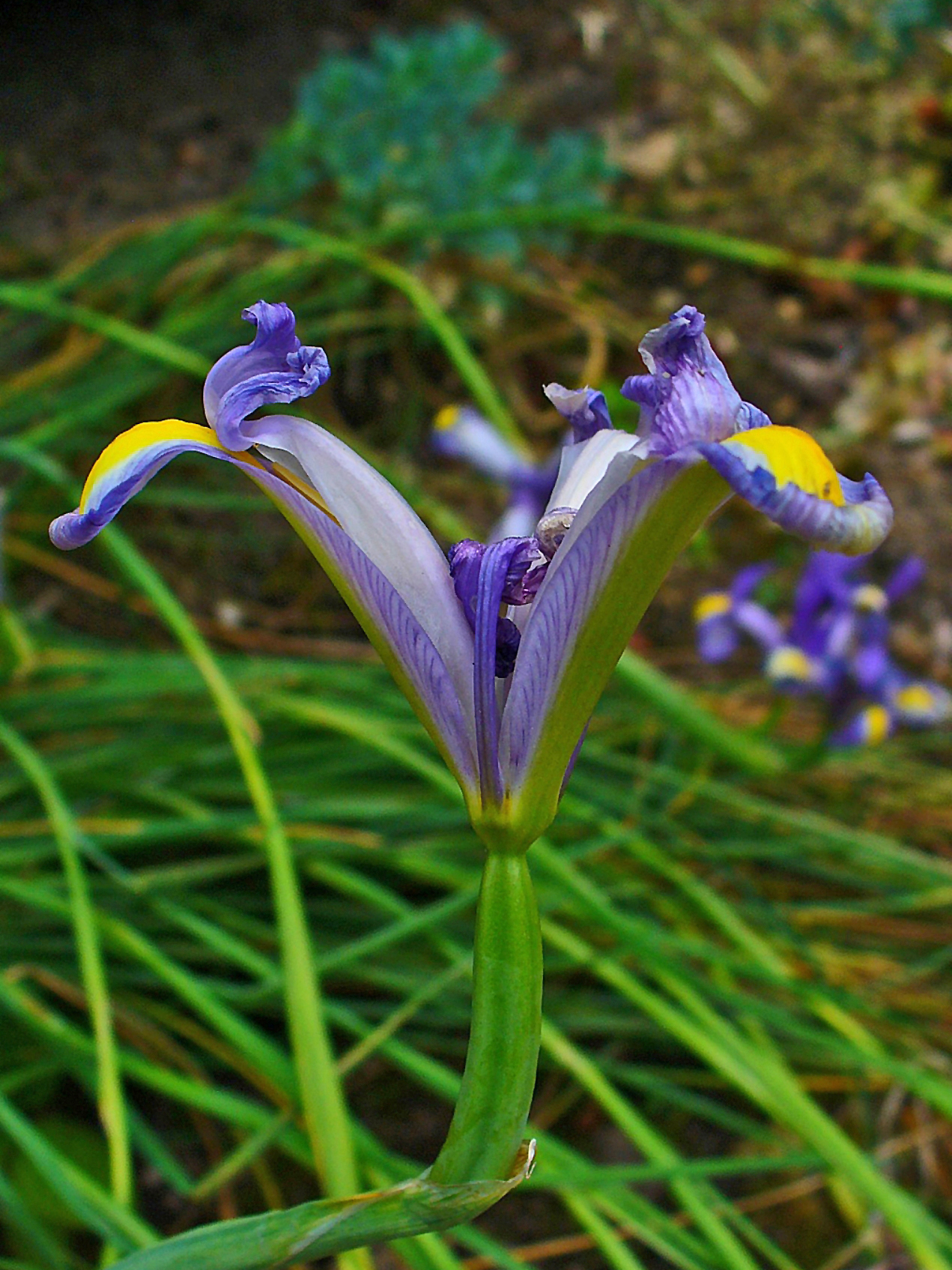
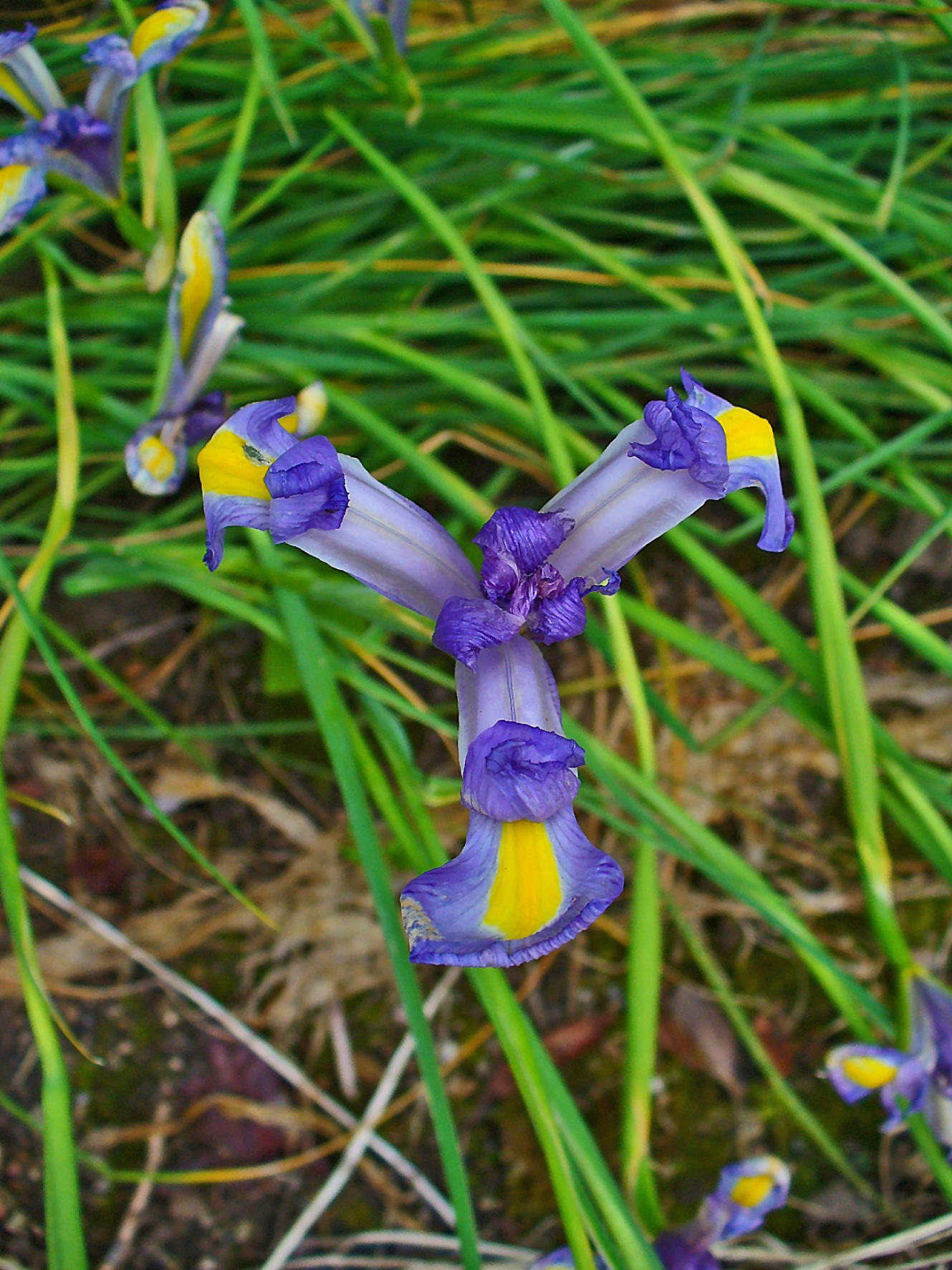
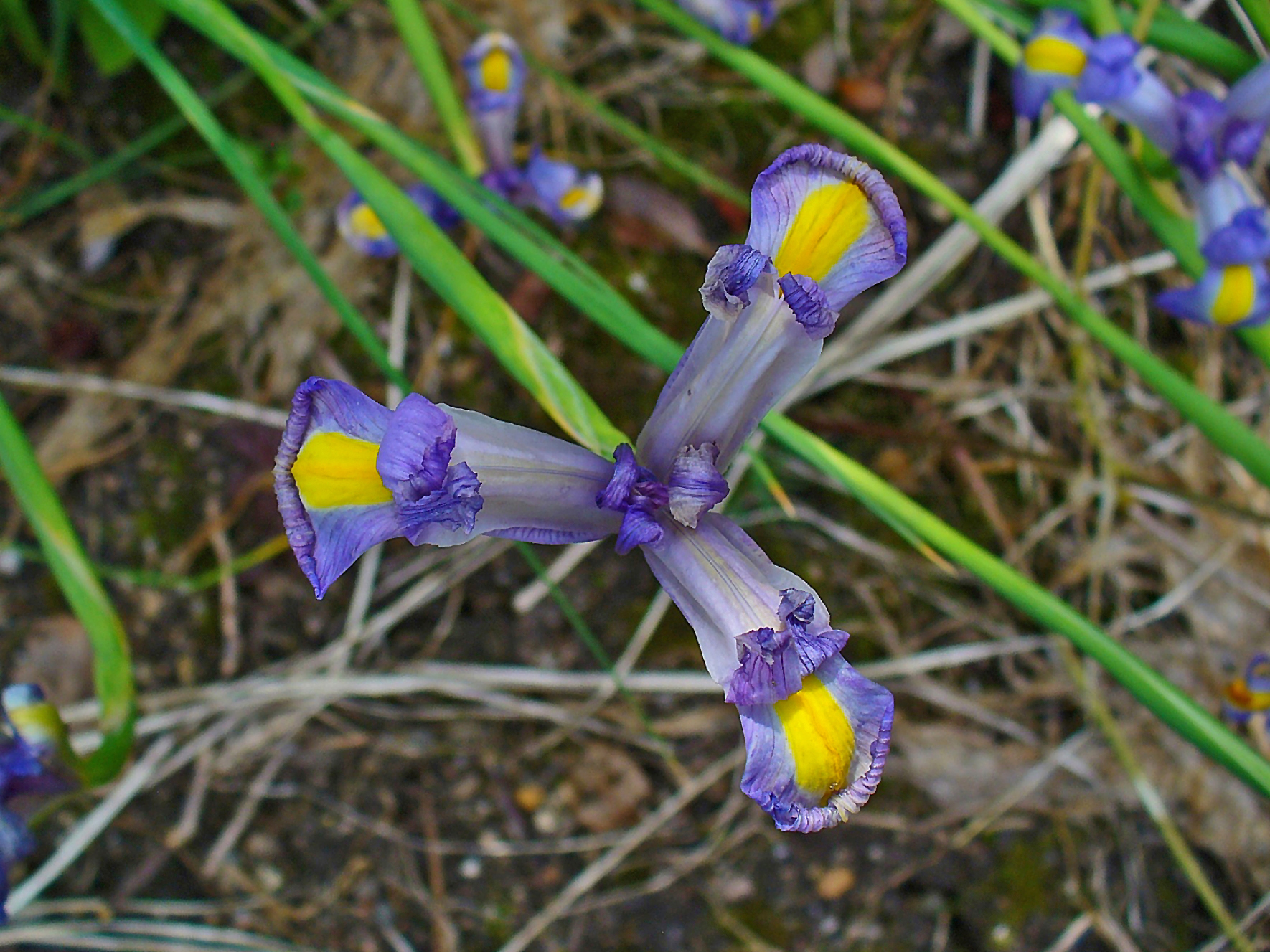
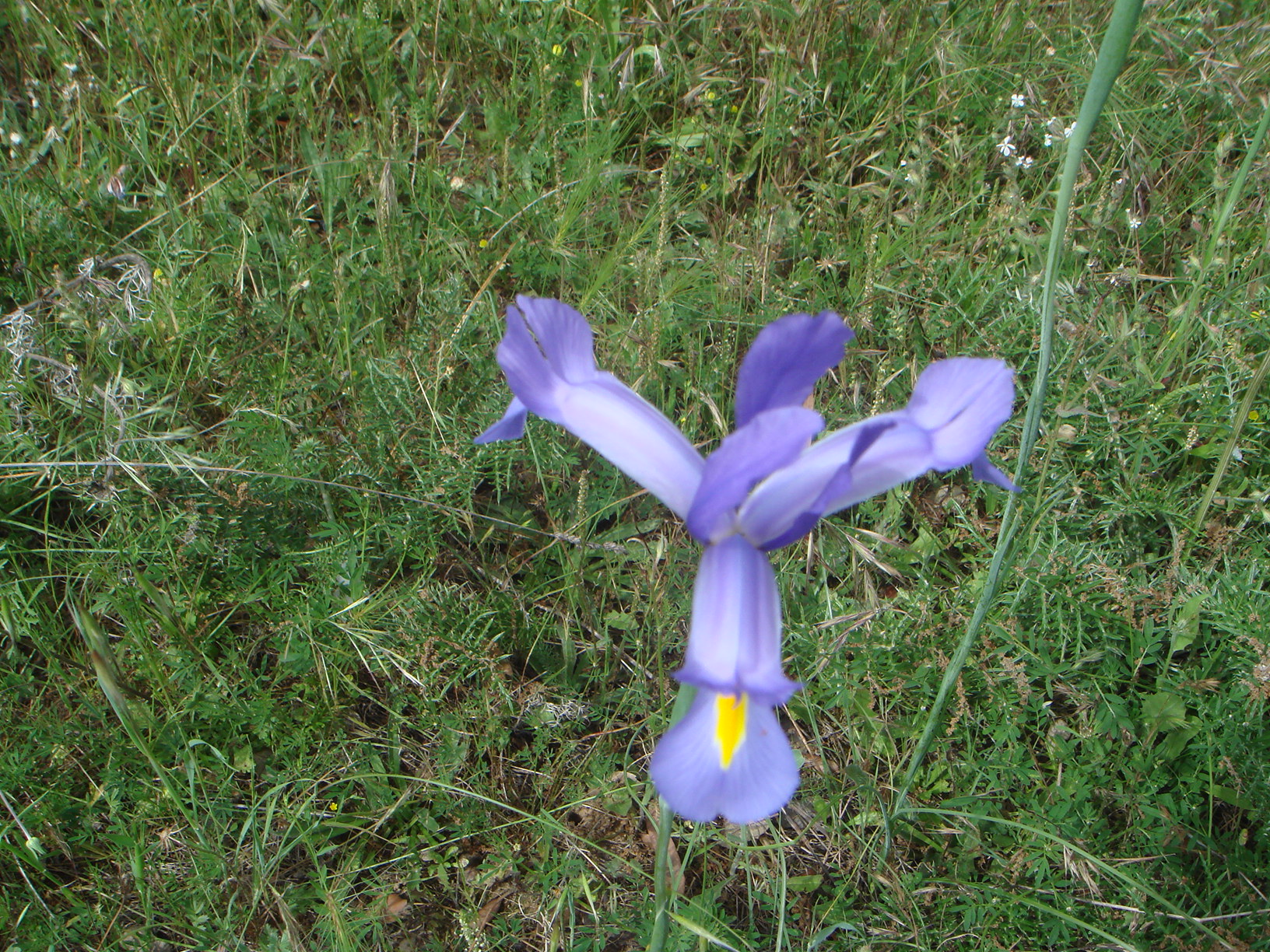
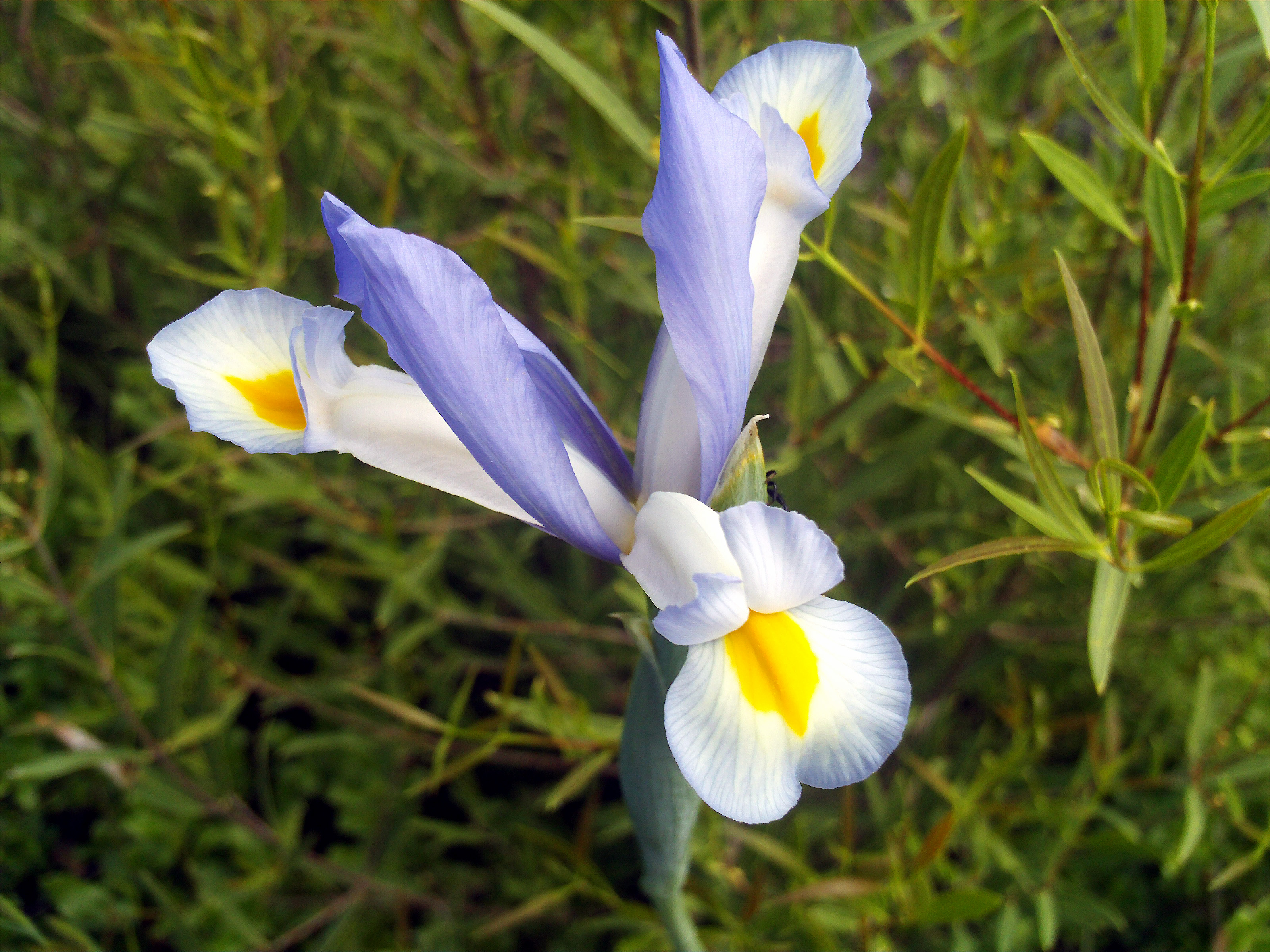